# もんどり

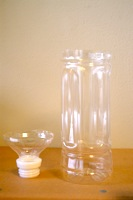
ペットボトル製もんどりの構造。ペットボトルの中に餌を設置、上方を切断し、ひっくり返して胴体にはめ込む

もんどり（戻り）は、罠の一種である。魚罠のことを指す場合が多いが、これと同じ構造を持った、捕虫トラップなども「もんどり」という。
もんどりは、各都道府県の漁業調整規則で利用が禁止されている場合があるため、注意が必要である。

## 概要
もんどりは、おもに河川・湖沼で用いられる魚罠である。「もんどり網」ともいう。法的には「かご」の一種に含まれる場合があり、「もんどり籠」ともいう。
餌を使う簡易的な罠である。入口は広くて入りやすいが、奥に行くほど狭くて「戻り（返し）」が付いており、餌の匂いにつられて中に入ってしまった生物はもう出ることができない。簡単な構造でかつ実用性が高いため、古くから魚罠として用いられてきた。
もんどりは歴史的には、人間と漁業の関わりとともに、様々な形態や仕掛けを持つものが存在する。例えば、ウナギやドジョウを捕まえるための、細く割った竹を編んで作った筒状のもんどりなどがある。アナゴを捕まえる「アナゴ筒」や、タコを捕まえる「タコツボ」も、もんどりの一種である。ガラス瓶を使用したもんどりも存在し、「びんづけ」と呼ばれる。
現代においては、空のペットボトルを切って工作したものも「もんどり」「びんづけ」と呼ばれる。
「戻り」を数段階設置し、さらに袖網を備えたものを「地獄網」という。これを流れ込みに設置すると、魚を一網打尽にしてしまう、まさに地獄である。

### 法的問題
もんどりは、魚を一度にたくさん獲りすぎてしまい、獲ってははいけない魚も獲ってしまう混獲の危険があるので、禁止されている所や、もんどり漁の禁漁期が設定されている所もある。規則において「もんどり」が明示的に許可されていない場合は、つまり違法である。
許可されている所もある。滋賀県の河川においては、滋賀県漁業調整規則第43条で使用が許可されている。琵琶湖では伝統漁法としてもんどり漁が行われている。
海面では、遊漁者にあみかごの使用を許可しているところはなく、漁業権を持たない遊漁者がもんどりを使用して水産動植物を採捕するのは基本的に違法である。
もんどりの一種である「びんづけ」は、河川であっても基本的に違法である。

## びんづけ
びんづけ（びん漬）とは、「透明性のもんどり」のことである。瓶の底の窪まったところに穴をあけ、瓶の中にさなぎ粉などの餌を入れ、瓶の口に蓋をし、川の中に漬け、獲物が入った頃合いを見計らって引き揚げる。ガラス製のものが一般的だが、かつてはセルロイド製の瓶がよく使われたため、「せるびん」（セル瓶）とも呼ばれる。現在ではペットボトルを加工したものも「せるびん」と呼ばれている。
魚を一度にたくさん獲りすぎてしまう以外に、びんづけは壊れにくいため、設置してそのまま放置された罠が永遠に魚を捕獲し続けてしまう「ゴーストフィッシング」の問題がある。また、瓶を川底に放置するのは危険で、ゴミになるので環境に悪いなど、様々な問題があるため、もんどりが許可されている都道府県においても、びんづけは許可されない、あるいは明示的に禁止されているところは多い。例えば兵庫県内水面漁連では明示的に禁止されているし、京都府内水面漁業調整規則でも明示的に禁止されている。また滋賀県漁業調整規則では、網目一辺の長さが2cm以上のもんどりだけが許可されており、つまりびんづけは許可されていない。
ペットボトル製の「びんづけ」は、ペットボトルの上方をハサミで切ってひっくり返す簡単な工作で、魚や小動物が一杯取れるので、夏休みの自由研究としてよく教えられているが、法的な意味で「びんづけ」に含まれるかどうかはグレーで、厳密には都道府県の確認が必要である（プラスチック製であっても、セルロイド製であっても、機能は全く同じである）。ペットボトルを工作して作ったびんづけだけを明示的に許可しているところもあり、例えば高知県内水面漁業調整規則では、「ペットボトル等プラスチック製は可」としている。
水路などの私有地に設置する場合は、漁業調整規則は関係がないが、それはそれで地権者の許可が必要になるので注意すること。